# Huidobria fruticosa
Huidobria fruticosa är en brännreveväxtart som beskrevs av Rodolfo Amando Philippi. Huidobria fruticosa ingår i släktet Huidobria och familjen brännreveväxter. Inga underarter finns listade i Catalogue of Life.